# Lesodacha
Lesodacha (del ruso: Лесодача) es un posiólok del raión de Gulkévichi del krai de Krasnodar, en el sur de Rusia. Está situado en la orilla izquierda del río Kubán, 19 km al este de Gulkévichi y 158 km al este de Krasnodar, la capital del krai. Tenía 505 habitantes en 2010.
Pertenece al municipio Ventsy-Zariá.